# ブラックバス
ブラックバス（Black bass）とは、スズキ目・サンフィッシュ科の淡水魚のうち、オオクチバス属（Micropterus）に属する8種（11亜種）の魚の総称である。日本においては特にオオクチバス（ノーザン・ラージマウスバス）を指して用いられる場合が多いが、近年は日本全国に生息域が拡大しているコクチバス(スモールマウスバス)を指すことも多い。

## 名称
ブラックバス (Black bass) とは、Micropterus属の一種または全種を指して用いられる俗称であり、「ブラックバス」という名前の特定の魚類の種やグループは、存在しない。属名Micropterusは和名においておもに「オオクチバス属」と訳されるが、「コクチバス属」とする場合もある。またMicropterusは「小さな尾」の意であるが、これは初めて捕獲された本属魚類の個体の尾鰭が負傷欠損によって小さかったために、誤ってその特徴が属名として名付けられてしまったものだと言われている。
本来「ブラックバス」という呼称は、コクチバス（スモールマウスバス）の稚魚期の体色が黒いことから原産地北米において慣習的に呼ばれるようになった名称である。しかし日本においては、移入からの歴史が長く、分布範囲、個体数、認知度において群を抜くオオクチバスを指して用いる場合が多い。
本種はしばしば接頭辞を省いて単に「バス」とも略される。オオクチバスは商業漁獲対象魚として普及させるため「クロマス」という和名で呼ばれたこともあるが、サケ科のマス類と混同されやすいため、その呼称は21世紀現在では使用されていない。川鱸（カワスズキ）の異名もあったが、スズキ自体が淡水への順応性が高く、アユが生息するような淡水にものぼることもあるので、地域によってカワスズキは、スズキそのもののことを指す言葉として使われる。生態ピラミッドではスズキの方が上位になるため、スズキが生態する川には他の河川に比べるとブラックバスは少ない。

## 特徴
体の真ん中あたりに薄く黒い線がある、だいたいが緑などで統一されている

### 形態
Micropterusすなわちブラックバスは、2014年現在8種を遊泳捕食性大型淡水魚のグループである。成魚の体長は日本で最も小型の種でおよそ40cm、最大型種フロリダバスは80cm以上に達する。
体型は側偏した紡錘形、背鰭が第1、第2に分かれて発達し第1背鰭よりも第2背鰭は大きい。他の魚類や水生小型動物を捕食するのに適した大きな口と顎を持つ。唇の内側には鋸歯状の細かく鋭い歯が並ぶ。浮き袋は独立した臓器ではなく、腹腔の脊椎側内壁に一体化して備わっている。
眼はやや頭頂部寄りに位置し、前方から上方にかけての視覚に優れる。これに側線で知覚される水の振動情報を併せる用いることで、ブラックバスは捕食対象を定位する。下方から後方の視野は持っていない。

### 生態
全種とも自然分布域は北米大陸。内3種が日本国内で移入定着している。北米では五大湖周辺からミシシッピ川流域、メキシコ国境付近までの中部および東部、フロリダ半島などに広く分布し、10%程度の汽水域でも生息可能である。
河川や湖沼に生息し、獰猛な肉食性で他の魚類や水生節足動物、水面に落下した昆虫、カエル等を捕食する。
捕食に視覚を多用するため、活動時間は主に日中であるが、朝と夕方に特に活発となる。夜間は水底で静止したままとなる。
温帯魚であるため冬期の低水温で斃死することは無く、深場で冬眠状態となるが比較的水温の高い日には冬でも捕食活動をすることがある。春から夏にかけて、砂礫質の水底にすり鉢状の産卵床を作り産卵する。卵と稚魚はオスが保護し外敵から防衛する。

## 人間との関わり
釣魚
原産地では食用淡水魚として流通しており、1925年（大正14年）に赤星鉄馬がオオクチバス、コクチバスが日本に移入した大きな目的の一つも食用である。しかし、最も高く認知されているブラックバスの利用はゲームフィッシングの対象魚であり、日本およびアメリカではプロトーナメント大会が開催されるほど人気が高い。赤星鉄馬も、移植の理由として食用としての価値と並んで、釣りする際の面白さをあげている。ブラックバス釣りの愛好家は、「バサー (basser)」や「バス・フィッシャー (bass fisher)」、「バス・アングラー (bass angler)」などと呼ばれる。釣って面白く、しばしば釣りマニアが外部から自身の利用しやすい自国の湖沼等に持ち込み放流するが、他の魚の稚魚を食い荒らし、しばしば生態系を狂わせるため、害魚とされることが多く、放流することには釣り人のマナーが問題とされている。
特定外来生物
8種のブラックバスのうち、日本ではオオクチバス・コクチバス・フロリダバスの3種が外来種として記録されている。この3種は特定外来生物に指定されている。なお、オオクチバスが世界の侵略的外来種ワースト100に、オオクチバス・コクチバスが日本の侵略的外来種ワースト100に選定されている。

## 日本での分布と歴史

### ブラックバス移入史 略年表 1925〜1936
- 1925年、実業家赤星鉄馬がアメリカのカリフォルニア州 (Santa Roza) からオオクチバスを持ち帰り、箱根の芦ノ湖に放流したのが最初とされる（約90匹）。これは食用、釣り対象魚として養殖の容易な魚であることから、政府の許可の下に行われた試みだった。ただし、オオクチバスはカリフォルニア州に自然分布しないことから、別の場所で採集された個体がカリフォルニア州を経由して移入されたものと考えられる。
- 1930年代、長崎県白雲池（1931年）、山梨県山中湖（1932年）、東京にある私邸の池（1933年）、群馬県田代湖（1935年）、兵庫県峯山貯水池（1936年）などへ試験的に放流
- 1936年、この時期までオオクチバスの分布は5県。

1945〜
- 1945年から、進駐軍（在日米軍）による部分拡散（相模湖・津久井湖など）。
- 1965年、芦ノ湖の漁業権を管理する神奈川県、ブラックバス（オオクチバス、コクチバスその他のオオクチバス属の魚をいう）およびその卵も含め、移植を禁止（神奈川県内水面漁業調整規則第30条の2）。
- 1970年代、魚食性が強いため、生態系（在来生物層）への影響およびこれによる漁業被害が問題視されるようになり、漁業調整規則で無許可放流が禁止されるようになったが、その後も人為的な放流により生息域を拡大。
- 1971年、千葉県東金市の雄蛇ヶ池に移植。
- 1972年、釣り具輸入業者のツネミ・新東亜グループによって米国ペンシルベニア州、ミネソタ州からバス（ラージマウスバス）稚魚が神奈川県芦ノ湖に移植。一部は関西方面に運ばれ、兵庫県東条湖、愛媛県石手川ダムなどに移植。
- 1974年、この時期までオオクチバスの分布は23都府県。琵琶湖でオオクチバス確認。愛媛県石手川ダムから面河ダムに移植。
- 1975年、兵庫県生野銀山湖に移植。茨城県でオオクチバス初確認（藤井川ダム湖）。霞ヶ浦、牛久沼でオオクチバス確認。
- 1976年、栃木県渡良瀬遊水池で、オオクチバス確認。奈良県池原ダム・和歌山県七色ダムでオオクチバスが釣れ始める。
- 1977年、千葉県印旛沼に移植
- 1979年、この時期までオオクチバスの分布は40府県（ブルーギルは9府県）。
- 1983年、北海道、青森、岩手を除く日本全国にオオクチバスが分布。分布は1988年までに計45都府県に達する。
- 1985年、賞金制のバスプロ・トーナメントが山梨県河口湖を中心に始まる。
- 1988年、4月17日、奈良県池原ダムにJLAA関西支部と下北山村役場がオオクチバス（ノーザンラージマウス）の亜種で、より巨大化するフロリダバスを放流。
- 1989年、山梨県河口湖漁協、オオクチバスを漁業権魚種に指定。
- 1991年、野尻湖（長野県）で、コクチバスを国内初確認。以後、分布を拡大。
- 1992年、水産庁、内水面漁業調整規則「移植の制限」部分改正、ブラックバスやブルーギルの生息域拡大防止を図る[11]。
  - 木崎湖・青木湖（長野県）、桧原湖・小野川湖・秋元湖（福島県）などでもコクチバス確認。
- 1995年、日光中禅寺湖でコクチバス確認。漁協、駆除に乗り出す。
- 1996年、この時期までコクチバスの分布は5府県10か所。池原ダム（奈良県）でフロリダバス系統群による巨大バスブーム。
- 1998年、コクチバスの分布、14府県46か所に拡大。
- 1999年、新潟県が釣った外来魚（オオクチバス、コクチバス、ブルーギルなど）のリリース（再放流）禁止に踏み切る。違反者は1年以内の懲役もしくは50万円以下の罰金。コクチバスのみの再放流禁止はあったが（山梨県）、オオクチバス、ブルーギルにまで適用したのは全国初。
- 2000年、北海道などごく一部を除き、全国ほとんどの都府県の漁業調整規則で「外来魚の密放流禁止」が進む。
- 2001年、北海道森町で生息を確認[12]。
- 2002年6月、水産庁が「ブラックバス等外来魚問題に関する関係者の取り組みについて（「外来魚問題に関する懇談会」の中間報告）」をまとめる[13]。
- 2003年4月、滋賀県琵琶湖のレジャー利用の適正化に関する条例にて再放流が条例により禁止（対象区域は琵琶湖ほか滋賀県下全域）。
- 2004年、池原ダムのみに確認されていたフロリダバスを琵琶湖で初確認（サンプル採取は2000年以降のため、2000年には琵琶湖に存在していたことになる）[14][15]。
- 2005年6月、オオクチバス（フロリダバスを含む）、コクチバスが環境省によって特定外来生物による生態系等に係る被害の防止に関する法律によって指定される。

2010年代、オオクチバスはすべての都道府県で生息が確認されている。日本で合法的に放流されている自然湖は、オオクチバスの漁業権が認められている神奈川県の芦ノ湖、山梨県の河口湖、山中湖、西湖の4湖のみ。これらに関しては、放流は許可されているものの、生体魚の持ち出し禁止、流出河川にバスが逃げ出さないよう網を設置する等の措置がとられている。また、オオクチバスが認められている管理釣り場があるが、これらに関しても流出箇所にバスが逃げ出さないよう網等を設置することが義務付けられている。新潟県、秋田県（暫定措置）、琵琶湖のように、在来種の保護などのために再放流を禁止した県、湖、川などもある。琵琶湖の各漁港には「ギルやブラックバスなどは、非常においしい魚です。持ち帰って食べましょう。」という看板がある。

### 分布拡大の要因
オオクチバスの亜種であるフロリダバスに関しては、奈良県の池原貯水池にしか移植されていなかったものが、近年琵琶湖等で発見されるなど、人為的な放流が行われていることが示唆される。
コクチバスは、アユやゲンゴロウブナ等の種苗の産地では繁殖していないため、種苗への混入は想定できない。そのため、水系単位でみた場合、その分布は放流によるものと容易に判断できる。
分布拡大の主要因として「他の琵琶湖の固有種（ハスやワタカなど）が全国に分布しているということ」を根拠に「琵琶湖産アユ種苗やヘラブナへの混入により生息域を拡大したのが大きい」とする主張がある。しかし、外来生物法における特定外来生物の選定時に開かれたオオクチバス小グループ会合において日本魚類学会自然保護委員会外来魚問題検討部会が提出した資料によれば、以下の理由によりその頻度はそれほど高くないと考えられている。
- 日本に拡散しているオオクチバスは遺伝的に7タイプに分けられ、東北地方を中心に琵琶湖産オオクチバスと異なるタイプの遺伝子を持つバスがいること。
- 琵琶湖におけるオオクチバスの爆発的増加は1980年代になってからだが、1970年代にはすでにほぼ全国に広まっており、時系列的に考えればアユ種苗への混入を想定しなくても全国に拡散していたこと。

また、「一個人程度の放流が上手く行くかどうかという疑問の余地がある」とし、これを理由に「最たる原因は種苗は他魚の移入に混じっていた」とする主張や、「琵琶湖固有種だったハスが種苗により全国に広まった例などもあることから、すくなくともオオクチバスに限っては認めざるをえない要因である」との主張がある。しかし、混入に関しては上述の日本魚類学会の資料にあるとおり主要因とは考えづらいことや、バスの個人による放流に関しては種苗の産地で繁殖していないコクチバスが最初の発見から10年余りで少なくとも19都道県47水域で存在が確認されていること、過去に個人が放流して繁殖が確認されたことが記載されている雑誌・書籍があることから、上の主張には根拠が無い、とする反論がある。
上記瀬能委員資料によれば、沖縄県を除く全都道府県でブラックバスの移植放流が漁業協定規則等で禁止された後でも、明らかに放流により分布が拡大したと推測される根拠があるとされており、特定外来生物に指定すべきという主張の根拠のひとつとなっている。

### 日本産ブラックバスの遺伝的知見
日本国内の19府県47地点から得られた（オオクチバス、コクチバス、フロリダバス）247個体のDNAハプロタイプを分析した。結果は、オオクチバスでは10のハプロタイプが知られているが、そのうち7タイプを確認した。山中湖には7タイプが生息しているが、ブラックバスに対し漁業権を設定しているため、資源量を維持する目的で全国各地から移植されている事が、ハプロタイプからも裏付けられた。琵琶湖ではフロリダバスとオオクチバスのハプロタイプが確認された。
アメリカ国内のハプロタイプ分布は十分に解明されておらず、日本に移入された個体の系統の由来地域の解明も不十分である。アメリカ及び日本国内のハプロタイプ分布が十分に解明されると、日本への移入が既知の1925年と1972年以外に行われていたのかの解明が行えると期待される。

## バスフィッシング
バスフィッシング（Bass fishing）は、川や池に棲息するバス（ブラックバス）を対象とした釣りのこと。
ブラックバスは、釣りの対象魚として人気があり、疑似餌のルアーを使ってのルアーフィッシング(lure fishing)が一般的。他に生きた小魚、ザリガニを使っての泳がせ釣りや、エビやミミズ、ブドウムシなどの生き餌を使ったウキ釣り (float fishing)、毛鉤の一種である フライを使ったフライフィッシング(fly fishing)が知られる。
生き餌を使っての釣りの方が匂いや餌の活きが良いので釣果が期待できるが、難点はミミズ等を餌にした場合にバス以外の魚種が釣れやすいことである。
現地で調達した生きた小魚の他にも、カエル、エビ、ザリガニ、ドバミミズのように大きなミミズを1匹、またはシマミミズを数匹チョンがけしたもの。変わった例では、クツワムシやコオロギなどの昆虫やネズミなど。冬季はイワシやサバなどを使っての死魚に、専用のオイルなどを染込ませて釣る方法もある。中でもエビはブラックバスの特効薬ともいわれよく釣れるという。ルアーを使った釣りには一定のルールの下に行われるトーナメントと呼ばれる競技会があり、プロフェッショナルのバス釣りが存在する。競技会では基本的に、主催者が策定した競技規則のもと各参加者が一定時間内に釣り上げたブラックバスの中から、一定の匹数の合計重量を競い、勝敗が決定される。

## 「ブラックバス問題」
ブラックバスは魚食性が強く、日本列島に移入されたことで在来種が減ったとする主張があり、またこの問題を実証的に論じた学術論文も存在している。
環境省は、生態系に関わる被害および農林水産業に関わる被害があるとして、特定外来生物による生態系等に係る被害の防止に関する法律に基づき、ブラックバスを特定外来生物に指定し、防除を行っている

### 「ブラックバス問題」に関連する議論
ブラックバス問題に関する議論を、過去にWikipediaに投稿された主張を中心にまとめる。
- 「環境省が委託して2004年に刊行した報告書『ブラックバス・ブルーギルが在来生物群集及び生態系に与える影響と対策』（環境省自然環境局野生生物課 編、財団法人自然環境研究センター 発行）[22]の中で、現在科学的なデータは無いとしている。」という意見がある。
  - （上記意見に対する反論・指摘等）2005年3月2日に締め切られたパブリックコメントでは、上記報告書の記述を「生態系への影響はない」「オオクチバス〔が原因〕の被害の知見が無かった」と解釈したブラックバス擁護派の一部から反対意見が寄せられた[23]。環境省はパブリックコメントへの回答で「ご指摘の報告書では、生物群集と非生物的環境を合わせたものとして定義した生態系への影響については『知見はほとんどなかった』としていますが、ブラックバス（オオクチバス・コクチバス）・ブルーギルによる生物群集への影響があることについて、皇居外苑壕の例も含めて記述しています。」とし、「本法において生態系への影響は生物群集への影響を意味しています。」と述べており[23]、生物群集への影響はあるとしている。
  - 報告書『ブラックバス・ブルーギルが在来生物群集及び生態系に与える影響と対策』に当該の記述が書き込まれた経緯については、2005年1月の「第3回 特定外来生物等分類群グループ会合（魚類）オオクチバス小グループ会合」の議事録[24]に垣間見ることができる。生物・非生物を含む環境全体としての「生態系」への影響を示す科学的知見が「無かった」ことについては、小グループに参加している委員の間で一致している。これは、報告書『ブラックバス・ブルーギルが在来生物群集及び生態系に与える影響と対策』に「ブラックバス、ブルーギルが侵入、定着することで、本邦の湖沼生態系がどのような影響を受けているかについての知見はほとんどなかった」と記されているのに対して瀬能宏委員（神奈川県立生命の星・地球博物館学芸員）が「有った」という主張を続けたため、報告書を否定するのか？ と水口憲哉委員（東京海洋大学海洋科学部教授）が強く追求したために、議場で水口委員の論敵になっている瀬能委員と多紀保彦座長（(財)自然環境研究センター理事長、東京水産大学名誉教授）が「生態系」への「影響」に関しては「無かった」と認めたものである。しかし、その後、瀬能委員は「生態系」という言葉にかわって「生物群集」「実際の在来生物」という言葉を使い、「これに対しての議論は意味がないと思います。実際の在来生物に影響を与えているということで十分」と、それ以上の議論を一方的に拒絶、座長裁定で当件についての議論そのものも打ち切られた。ブラックバスによるその「生物群集への被害」があるのかないのかについては、どちらにしても論拠が挙げられておらず、その場では結論が出ていない。上に記述されている「生物群集への影響はあるとしている」は瀬能委員の私見である。
  - （上記意見に対する反論・指摘等）水口委員と瀬能委員・多紀座長との対立は、「生態系」「生物群集」といった学術用語に対する認識の違いから生じた齟齬と思われる。上掲報告書においても、小水域において深刻なバスによる食害が確認された事例が多数示されている。また、「専門家会合において、オオクチバスは生態系等に被害を及ぼすものとして評価がなされています。」「生態系等への被害のおそれがあることから、専門家会合で指定対象とすることが適切であるとの評価が出されています。」「〔報告書には〕ブラックバス（オオクチバス・コクチバス）・ブルーギルによる生物群集への影響があることについて、皇居外苑壕の例も含めて記述しています。」と述べているのは、パブリックコメントに対する環境省として回答文であり[23]、委員個人の私見とは言えない。
- ブラックバスが生態系（あるいはバス以外の生物群集）に対してネガティブな影響を及ぼしていることに対し、バス釣り愛好家からは「在来種減少の原因は何処が一番影響があるのかをはっきりさせる事が重要で、個別の対応はその後である」「魚食性は鯉、ブルーギルなど他の魚種のほうが強い場合もあり、バスだけが原因ではない」「人間による生活廃水や、水辺のコンクリート化による護岸工事および、それに伴う水生植物の駆逐がより直接的な原因である」「バスが食べている魚を養殖して、食べられている魚を増やせば、バスを殺す必要はなくなる」「日本に定着してから既に80年を経過し、在来種に近い存在である」などの反論がある。
  - （反論・指摘等）オオクチバスは特定外来生物専門家会合[25]の検討において、生態系に被害を及ぼすものとして評価されている[注 1]。オオクチバス以外の要因が存在するか否かにより、その結論が変わるものではないと考えられる。
  - （反論・指摘等）少なくとも在来種の減少の原因の一つとしてブラックバスの問題があることを完全に否定した学術論文は提出されていない。
  - （反論・指摘等）在来種減少には、ブラックバス以外にも要因があるのは事実だが、ブラックバスによる在来魚を含む生物層への影響があることも明白な事実であり、ブラックバス対策は必要である。

### 輸入等の禁止
環境省はこのような事態を重くみて、2005年6月より施行された「外来生物法（特定外来生物による生態系等に係る被害の防止に関する法律）」により、ブラックバスのうちオオクチバスおよびコクチバスの輸入、飼養、運搬、移殖を、原則として禁止することとした。

### 駆除
主な方法としては成魚を捕獲する方法と卵の孵化を阻害する方法がある。
- 成魚の捕獲：釣る、投網、刺し網、定置網、銛や水中銃、電気ショック、減水させ捕獲
- 孵化の阻害：産卵床の埋没、産卵床の除去、不妊化オスの放流

駆除に係わる問題点として、
- 網、電気ショックによる捕獲は他魚種の混獲の問題がある。
- 潜水捕獲や産卵床の埋没は潜水作業者に係わる費用が高額になる。
- 自然の河川では事実上不可能。

具体的には、
- 小規模な溜池では水抜きによって捕獲した魚類からブラックバスとそれ以外の魚を分け、バスを除去した後、在来魚を戻すという方法がある[27]。
- 不妊化オスの放流は、滋賀県水産試験場で研究されており、体格が大きく強いオスを精子が体外に出ないようにする手術で不妊化させ、そのオスに積極的に卵の受精を妨害させようというものである。この方法は体長30cmを超える大型の個体を捕獲して不妊化させることで、相当数の受精を妨害できると見ている。これにより旺盛なバスの繁殖率を低下させ、また一括駆除などと違い環境への悪影響も無いと考えられている。
- 水位調節が比較的自由に行える農業用のため池やダムでは、産卵後から孵化までの期間に減水させ産卵床を露出することで稚魚の孵化を阻止することも可能である[28]。
- 本栖湖では、コクチバスに対し1997年から潜水士（ダイバー）による潜水調査を元に産卵床の埋没や刺し網、水中銃を利用した捕獲を2004年まで行い、2012年まで発見例がないために根絶した[29]とされている。オオクチバスに関しては2014年度も生息が確認されている。

### 漁業権と外来種問題
山梨県の河口湖でのブラックバスの漁業権は1989年に、山中湖と西湖での漁業権は1994年に認められ、2005年施行の外来生物法でブラックバスの放流が禁じられた後も「特例」として許可されてきた。2014年1月の免許更新期を前に、地元漁協や自治体が継続を求め、日本魚類学会やNPOや自然保護団体などが反対していた。山梨県が地元漁協の免許の特例更新を認める方針を固めた。

## 日本国外のブラックバス
- ブラックバスはアメリカ合衆国東海岸地域が在来地域であり、西部その他の地域へは移入種として導入されている。アメリカ国内においても、ブラックバスの導入後、在来種の減少や絶滅を招いた、との報告がある[32]。
- 優秀なスポーツフィッシングの対象魚であること、味が良いことから、世界各地に移入されている。ブラックバスが導入された湖沼の中には、捕食によって在来魚の個体群が減少したり絶滅したりするなどの影響が出ている例がある。そのため、IUCN（国際自然保護連合）によって世界の外来侵入種ワースト100に選定されている[33][34]。
- 環境省では「世界中で猛威をふるっている侵略種である」としている[35]。
- イギリスや韓国では生体の持込が禁止されている[35]。

## 資源利用

### 遊漁対象魚
ブラックバスの害魚論が問題になっている一方、河口湖や山中湖などブラックバスを漁業指定対象魚とし、入漁料徴収の対象としている湖もある。これらの湖をはじめ、全国にはブラックバスフィッシングの愛好家を対象とするビジネスを展開する多数の事業者（貸しボート業、売店、飲食施設、宿泊施設等）があり、地域経済の中心にこの魚を置いているところも少なくない。また、ブラックバスは釣魚としては優秀で、ブラックバス愛好家は日本釣振興会によれば300万人に上るといわれており、愛好家の多い釣りである。
ブラックバス擁護派を含め、同種にはなんらかの規制を行うことは必要不可欠との認識が、専門家および釣り関係者の中では支配的である。生態系の保護・維持と経済魚としてのブラックバスの活用を上手くすみ分けることがひとつの大きな課題となっている。
奈良県下北山村の池原貯水池はブラックバスを積極的に観光資源として活用し、また放流も行い、全国のバサーにとっては「ブラックバスの聖地」と注目されている。特にこのダム湖は日本では珍しいフロリダバス（正確にはオオクチバスとの交雑個体群）がおり、60–70センチのサイズが釣れることでも知られる。

### 食用魚

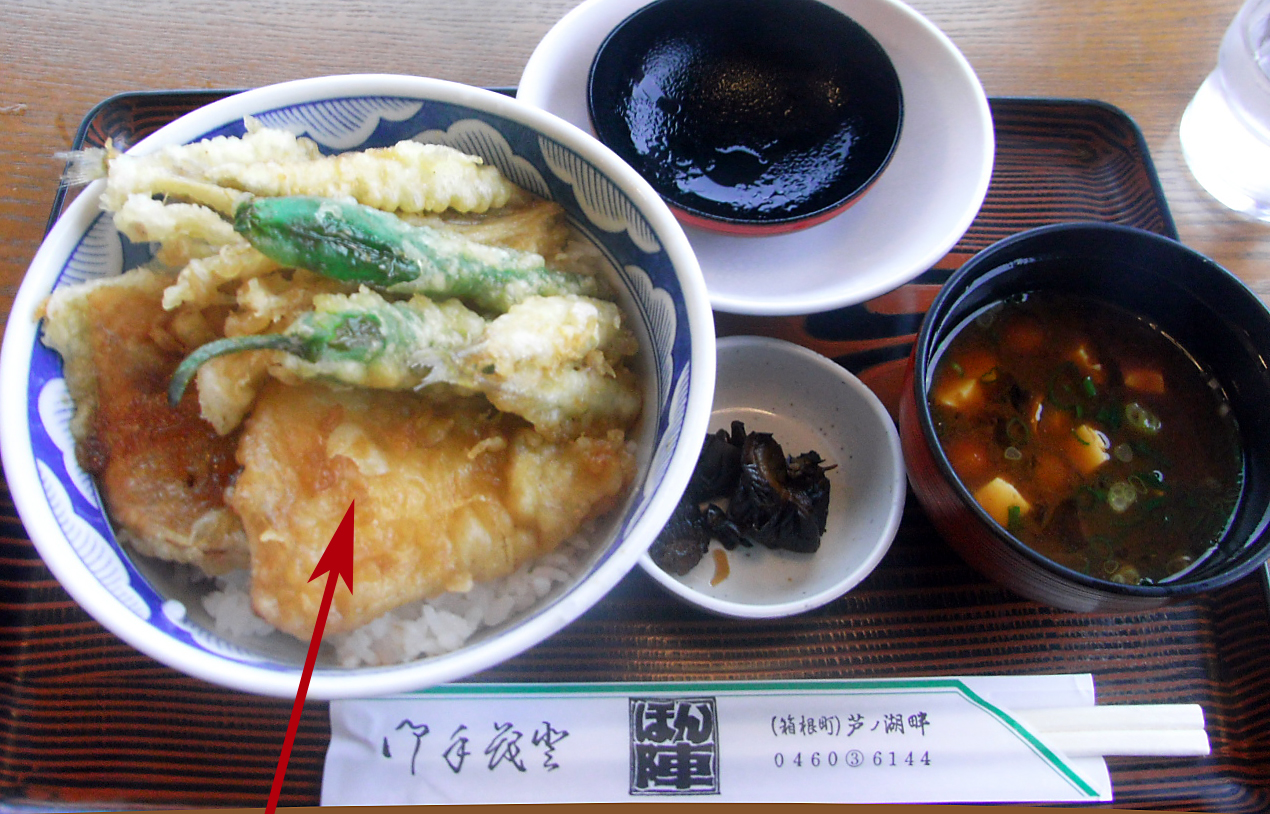
ブラックバスの天ぷら（矢印）を使った芦ノ湖丼

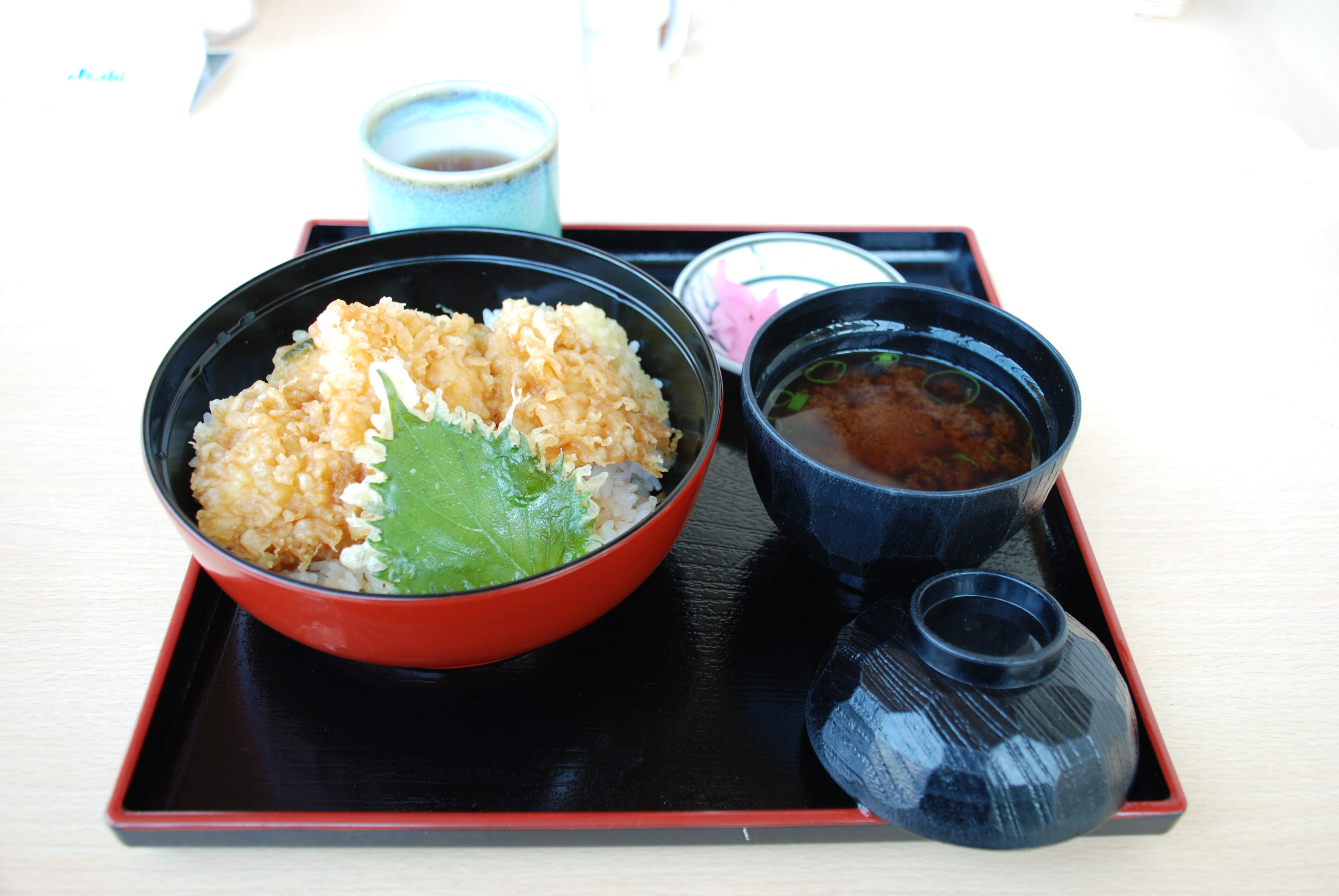
滋賀県立琵琶湖博物館の中にあるレストランで販売されている"バス天丼"

生食での顎口虫症などの危険性があり、加熱調理が推奨される。滋賀県農政水産部水産課が発行している「遊漁の手帖」には、「美味で、フライ、ムニエルなどにして食べる」と記されている。
アメリカでは、水産資源としてフライやバター焼き・ムニエル等に調理され、一般に食されている魚であるが、日本では、生臭くて料理に向かない魚というイメージが強い。しかし、料理愛好家などからは、調理方法として揚げ物（フライ）、焼き物（ムニエル、ポワレ、ソテー）、煮物（アクアパッツア）、味噌田楽（魚田）等の料理法が推奨されている。また、駆除のために捕獲されたブラックバスを調理して給食の副食として提供している自治体や、蒲鉾・魚肉ソーセージの材料や鮒寿司の鮒の代用とすることで、釣られたブラックバスを食材として消費して、駆除に役立てようとしている業者も存在する。
ブラックバスの駆除に熱心な琵琶湖近辺では、特産の鮒寿司と同様ななれずしを作り、ビワスズキという名称で試験的に販売しているところもあり、琵琶湖周辺やブラックバスフィッシングの有名地である芦ノ湖周辺などでは、フライなどのブラックバス料理を売り物にしているレストランなども存在する。
悪臭の元は皮(生息環境や大きさによる、35cmを越えたあたりから臭くなると思ってよい)および浮き袋の付け根にある稜線状(三角形)の脂であるとされており(大きさによっては肛門まわりや腹の身も臭い)、皮を剥がし、包丁や鱗とりで脂を取り去り調理すれば白身で淡泊な味の美味な魚であり、また、コイやウナギなどの淡水魚と同様に、きれいな水に入れて泥抜きを行うことで身の臭みは軽減すると言われている（芦ノ湖などのオオクチバスは臭みが少なく美味であるとも言われている）。しかし、特定外来生物に指定されており生体での持ち出しが禁止されているため、実際には釣果後すぐに血抜きとワタ（内蔵）の処理の必要があり、未処理の場合「臭い魚」という扱いを受けることが多い。簡便な方法として切り身を一定時間、牛乳や豆乳に浸して臭み抜きの下処理を施してから加熱調理（揚げ物など）を行い食する。三枚におろして皮を引いた物であれば塩水処理（海水程度濃度の冷えた食塩水に10分～20分ほど浸す）で臭みは感じにくくなる。
藍藻はゲオスミンや2-メチルイソボルネオールを作り、これが魚の皮膚や血合肉に濃縮される。このゲオスミンが、ブラックバスやナマズなど淡水に棲む淡水魚が持つ泥臭いにおいのもとでもある。ゲオスミンは酸性条件で分解するので、酢など酸性の調味料を調理に使えば泥臭さを抑えることができる。

### 飼料・肥料
駆除や混獲の結果得られたブラックバスは魚粉に加工され、肉骨粉の代わりに畜産（養鶏・養豚など）飼料や魚類の養殖飼料や有機肥料として利用される。外来魚駆除の取り組みとして、地産地消品として有効利用されている。
また、宮城県のマリンピア松島水族館では県内で駆除されたブラックバスを無償で譲り受け、飼育している大型淡水魚の餌として活用していた。一方、神戸市立須磨海浜水族園では駆除されたミシシッピーアカミミガメを殺処分せずに保管しているが、膨大な餌をまかなうため一般からのブラックバス（殺処分済み個体）の持ち込みを受け付け、その対価として入園料をサービスするシステムを導入している。
最近では滋賀県あたりでペットフードとして加工される事もある。先述のとおりビタミンEや猫に必須なタウリンなどの栄養素を多く含んでいる。

## ブラックバスの主な天敵
|            |             |                |               |
| ウナギ Eel | スズキ Bass | ナマズ Catfish |               |
|            |             |                |               |
| アビ Diver | カモメ Gull | アジサシ Tern  | ミサゴ Osprey |

この他にもブラックバスの幼魚は、ライギョ、ドンコ、カワアナゴ、ギギ、ハス、ウグイ、ニゴイ、ナマズなどの魚類やカワウ、カワアイサなどの鳥類から襲われる。幼魚のうちは、水生昆虫のタガメやタイコウチ、また、ブラックバスの成魚から襲われる事もある。